# ابوترابی‌فرد
ابوترابی‌فرد از نام‌های خانوادگی در ایران است برای بعضی افراد از جمله:
- سید عباس ابوترابی‌فرد
- سید علی‌اکبر ابوترابی‌فرد
- سید محمدحسن ابوترابی‌فرد